# 4-メチルイミダゾール
4-メチルイミダゾール（英: 4-Methylimidazole）は、化学式C4H6N2で表される複素環式化合物の一種で、4-MIとも略記される。

## 生成
高温・高圧下で工業的に生産されるカラメル色素製造時に、メイラード反応により副生成物として生じる。アメリカ合衆国の消費者団体公益科学センター (CSPI) の調べでは、コーラ355ml中の含有量は、最も基準の厳しいアメリカカリフォルニア州で4μg、日本では72μg、最も数値の高いブラジルで販売されていたものは267μgであった。キリンビバレッジでは、2014年4月のリニューアルより、キリンメッツコーラの4-MI含有量をカリフォルニア州の規制以下に低減すると発表した。ほかに黒ビールから1.38〜28.03μg/mL、コーヒーから0.39〜2.05μg/mL、醤油から0.11〜3.4ppmの検出例がある。人為的な製造としては、19世紀中期にジカルボニル化合物とアンモニアからの合成に成功している。

## 安全性
米国国家毒性プログラム(NTP)は、ラットに2年間4-MIを170 mg/kg b.w.投与した実験で、ほとんどの個体に癌の発生がみられたことから、2007年に発癌性物質に指定した。これを受け、カリフォルニア州は2011年に一日の摂取許容量を16μgに設定した。大手コーヒー産業は、この基準は根拠を欠くとして、州を提訴している。